# 申特尤爾市鎮

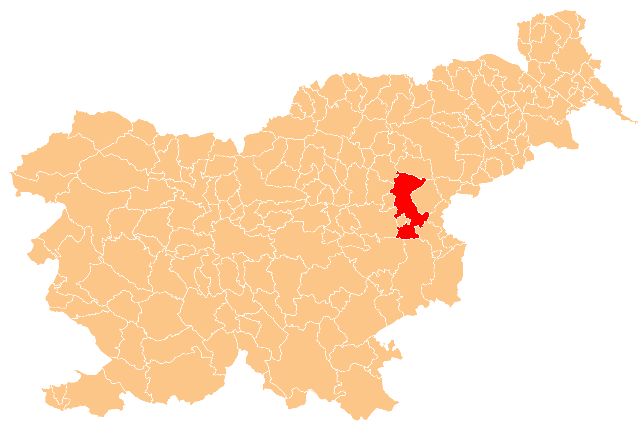
申特尤爾市鎮在斯洛文尼亚的位置

46°13′3.31″N 15°23′45.53″E / 46.2175861°N 15.3959806°E
申特尤爾市鎮，是斯洛文尼亞東部的一個市镇，傳統上屬於下施蒂利亞地區，行政中心为申特尤爾。市镇面積为222.3平方公里，2020年人口数量为19,225人。